# こだまは呼んでいる
『こだまは呼んでいる』（こだまはよんでいる）は、1959年（昭和34年）1月22日に公開された日本映画。製作、配給は東宝。モノクロ、東宝スコープ。上映時間は87分。監督は本多猪四郎、主演は池部良。
山間を走るバスの運転手と車掌の恋を描く。スリリングな走行シーンでは、バスの実物大モデルとスクリーン・プロセスを用いている。
同時上映は『暗黒街の顔役』。

## キャスト
以下の役名と出演者名は特に記載のない限り東宝WEBに従った。
- 鍋山精造：池部良
- 三好タマ子：雪村いづみ
- 平沢健一：藤木悠
- 平沢孝子：沢村貞子
- 諸田運転手：内海突破
- 瀬戸信江：小柳久子
- 瀬戸京子：横山道代
- 為さん：由利徹
- 勝ちゃん：南利明
- 姙婦：若水ヤエ子[4]
- 姙婦の夫：瀬良明[4]
- 夫の母親：出雲八重子[4]
- バス営業所主任：藤尾純
- 神主：八波むと志
- 村の娘A：小桜京子
- 村の娘B：笹るみ子
- 村の娘C：河美智子
- 書店の小店員：三浦敏男
- ハイカーA：加藤春哉
- ハイカーB：重信安宏
- ハイカーC：大村千吉
- 農婦：馬野都留子[5]
- 花嫁：家田佳子[5]
- 運転手：中山豊
- 籠屋の姿さん：飯田蝶子[5]
- 籠屋の爺さん：左卜全[5]
- 三好富雄：伊東隆
- 三好おせん：千石規子
- 三好菊三：沢村いき雄

## スタッフ
以下のスタッフ名は特に記載のない限り東宝WEBに従った。
- 製作：市川久夫
- 脚本：棚田吾郎
- 音楽：斎藤一郎
- 撮影：芦田勇
- 美術：北猛夫
- 録音：伴俊也
- 照明：高島利雄
- 編集：平一二
- チーフ助監督：長野卓
- 整音：下永尚[6]
- 監督：本多猪四郎